# 염소자리 (영화)
《염소자리》(영어: Under Capricorn)는 1949년 개봉한 영국의 역사 스릴러 영화이다. 앨프리드 히치콕이 감독을 맡았으며, 헬런 심슨의 동명 소설이 영화의 원작이다.
히치콕 스스로 인정한 재앙급 정도로 최악인 그의 작품들 중 하나이다.

## 출연

### 주연
- 잉그리드 버그먼
- 조지프 코튼
- 마이클 와일딩
- 마거릿 레이턴

### 조연
- 세실 파커
- 데니스 오디
- 잭 워틀링
- 하코트 윌리엄스
- 존 러덕
- 빌 샤인
- 로널드 애덤
- 프랜시스 더 울프
- 모린 딜레이니
- 줄리아 랭
- 앨프리드 히치콕

## 기타
- 미술: 토머스 N. 모라핸
- 의상: 로저 K. 퍼스